# چرخ‌دنگ میله‌ای
چرخ‌دنگ میله‌ای (انگلیسی: Verge escapement) یکی از قدیمی‌ترین سازوکارهای تنظیم زمان در ساعت‌های مکانیکی است. این مکانیسم در قرن ۱۳ میلادی اختراع شد و تا قرن ۱۹ به‌طور گسترده مورد استفاده قرار می‌گرفت.

## ساختار و عملکرد
چرخ دنگ میله‌ای از اجزای زیر تشکیل شده است:
- چرخ گریز: یک چرخ دندانه‌دار که توسط نیروی محرکه ساعت (فنر یا وزنه) به حرکت در می‌آید.
- میله: یک محور عمودی که به صورت آزادانه می‌چرخد و دارای دو بازوی متقارن به نام شاخک است.
- شاخک: دو بازوی کوچک متصل به میله که با دندانه‌های چرخ گریز درگیر می‌شوند و حرکت آن را کنترل می‌کنند.

عملکرد چرخ‌دنگ میله‌ای به صورت زیر است:
1. چرخش چرخ گریز: چرخ گریز تحت تأثیر نیروی محرکه ساعت شروع به چرخش می‌کند.
2. درگیری شاخک‌ها: یکی از شاخک‌ها با یک دندانه چرخ گریز درگیر می‌شود و مانع از چرخش آزاد آن می‌شود.
3. رها شدن چرخ گریز: با ادامه حرکت آونگ، شاخک از دندانه چرخ گریز رها می‌شود و به چرخ گریز اجازه می‌دهد تا کمی بچرخد.
4. درگیری شاخک دیگر: پالت دیگر با دندانه بعدی چرخ گریز درگیر می‌شود و مانع از چرخش بیشتر آن می‌شود.
5. تکرار چرخه: این چرخه به‌طور مداوم تکرار می‌شود و باعث می‌شود که چرخ گریز با سرعت کنترل شده‌ای بچرخد.

## مزایا و معایب
- مزایا:

```
 * سادگی و سهولت ساخت
 * هزینه کم
```

- معایب:

```
 * دقت پایین
 * حساسیت به تغییرات دما و رطوبت
 * سایش بالا به دلیل اصطکاک زیاد بین شاخک‌ها و دندانه‌های چرخ گریز
```

## اهمیت تاریخی
چرخ‌دنگ میله‌ای نقش مهمی در توسعه ساعت‌های مکانیکی اولیه داشت. با این حال، به دلیل معایب ذکر شده، در قرن ۱۹ با سازوکارهای دقیق‌تری مانند چرخ‌دنگ لنگری جایگزین شد. با این وجود، چرخ دنگ میله‌ای به عنوان یک نقطه عطف مهم در تاریخ ساعت‌سازی باقی مانده است.